# میماساکا، اوکایاما (شهرک)
میماساکا، اوکایاما (شهرک) (به لاتین: Mimasaka) یک منطقهٔ مسکونی در ژاپن است که در ناحیه چوگوکو واقع شده‌است. میماساکا ۱۲٬۸۵۶ نفر جمعیت دارد.